# Haags
Het Haags is het stadsdialect dat in Den Haag ('s-Gravenhage) en omstreken wordt gesproken. Het dialect behoort tot het Zuid-Hollands.
Het Haagse dialect kent twee subvarianten: plat-Haags en hoog-Haags. Zoals de namen van deze subvarianten al aangeven, worden ze gesproken door twee verschillende sociale klassen. Scheveningen kent zijn eigen dialect: het Schevenings.
De twee sociale klassen die Haags spreken, worden Hagenees (plat) en Hagenaar (bekakt) genoemd. Echter wordt dit niet door iedereen gesproken, veelal in de buitenwijken. In het centrum en de binnenstad verdwijnt het dialect langzaam.

## Haagse woorden
Typisch Haagse woorden zijn o.a.:
- asbak – prullenbak
- beschuitstuitah met sallûf – broodje bal met mayo
- blafhikken – hoesten
- dûnah – die zandheuvels bij Scheveningen
- groen pikkie – augurk
- Haags kwartiertje

## Woordenboek
De uitspraak van het Haags en ook de Haagse woordenschat zijn opgenomen in het Groen-Geile Boekje, een rond 1998 verschenen parodie op het Groene Boekje waarin de woordenschat van het ABN wordt verklaard, verwijzend naar de groen-gele vlag van Den Haag.

## Haags in de media
- De typetjes Jacobse en Van Es van Kees van Kooten en Wim de Bie spraken Haags.
- Een bekende stripreeks in het Haags is Haagse Harry.
- De tekst van het bekende nummer O, o, Den Haag uit 1982 van Klein Orkest is niet in het Haagse dialect, maar wordt wel met een sterk Haags accent gezongen. Er bestaat ook een alternatieve versie in echt Haags.[5]